# Vinnie Ream
Lavinia Ellen Ream, née le 25 septembre 1847 à Madison (Wisconsin), et morte le 20 novembre 1914 à Washington, est une sculptrice américaine.
Elle est l’autrice de la célèbre statue en pied d'Abraham Lincoln, située à l’intérieur de la rotonde du Capitole des États-Unis.

## Jeunesse
Lavinia Ellen Ream, surnommée Vinnie Ream, est née le 25 septembre 1847 dans une cabane en rondins, à Madison. Elle est le plus jeune des trois enfants de Lavinia McDonald, d'origine écossaise, et de Robert Ream, géomètre-expert et fonctionnaire du Territoire du Wisconsin, qui exploitaient aussi une halte de diligence, l'un des premiers hôtels de Madison, où les hôtes dormaient sur le plancher.
Son frère Robert s'engaga en Arkansas dans l'armée des États confédérés et servit la batterie de Woodruff (en).
Vinnie Ream fréquenta le Christian College (en) de Columbia, au Missouri, appelé maintenant le Columbia College. Un portrait de Martha Washington peint par Ream y est suspendu dans le bureau des anciens élèves.

## Carrière

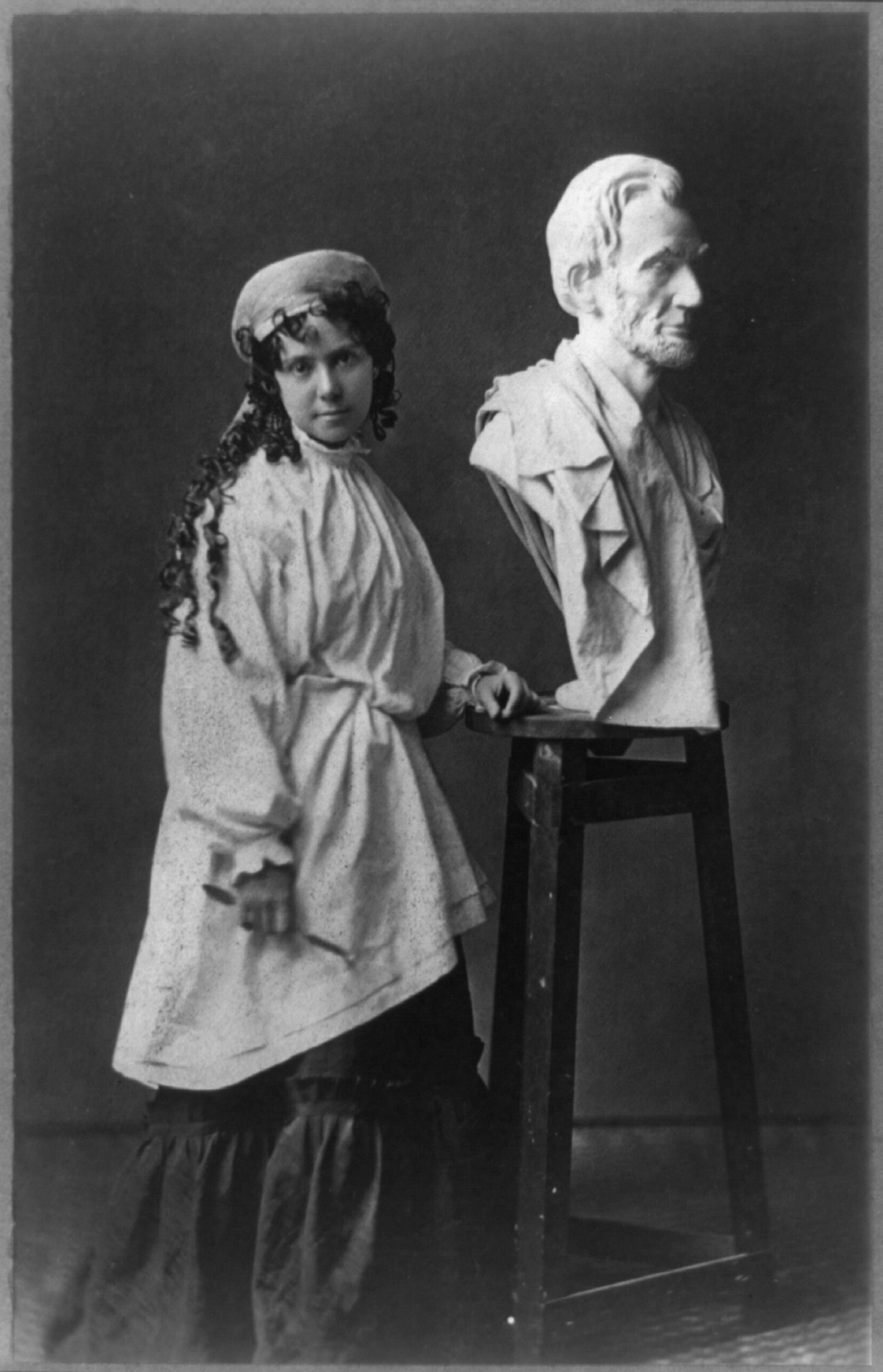
Vinnie Ream et le buste de Lincoln (1865)

En 1861, sa famille déménagea à Washington. Vinnie Ream fut l'une des premières femmes à être engagée par l'administration fédérale comme commise au bureau des rebuts (en) des postes des États-Unis de 1862 à 1866, pendant la guerre de Sécession. Elle chanta à l'église baptiste de la rue E et, pour les blessés, dans les hôpitaux de Washington. Elle recueillit des fournitures pour la United States Sanitary Commission.
En 1863, le membre du Congrès James S. Rollins (en) la présenta à Clark Mills, qui la choisit comme apprentie. À la fin de 1864, le président Lincoln accepta de poser pour elle une demi-heure par matin pendant cinq mois à la Maison-Blanche,. Lorsqu'il fut assassiné, Ream avait presque achevé son buste en argile.
Vinnie Ream fut le plus jeune artiste et la première femme à obtenir la commande d'une œuvre d'art du gouvernement des États-Unis. Par vote majoritaire du 28 juillet 1866, le Congrès lui accorda la commande d'une statue en marbre de Lincoln, grandeur naturelle, alors qu'elle n'avait pas encore 19 ans. Pour cette œuvre, elle utilisa comme studio la salle A du sous-sol du Capitole. En 1868, elle se rendit au Wisconsin pour gagner une commande, mais sans succès. Elle alla ensuite à Paris, où elle étudia auprès de Léon Bonnat lors d'un bref séjour ; à Munich, à Florence, puis à Rome, où elle produisit la statue finie en marbre de Carrare blanc à partir de son modèle en plâtre. Son studio se trouvait 45 Via de San Basile. Lors de ce séjour en Europe, elle fit des bustes de Gustave Doré, du père Hyacynthe, de Franz Liszt et du cardinal Antonelli. C'est à cette époque qu'elle rencontra Georg Brandes, qui parla d'elle dans ses mémoires,. Une fois la statue terminée, elle rentra à Washington. Le dévoilement de sa statue de Lincoln, qui lui rapporta 10 000 $, eut lieu dans la rotonde du Capitole des États-Unis le 25 janvier 1871.
Elle s'inscrivit au concours lancé pour la réalisation de la statue du major-général Thomas, mais échoua.
En 1875, après avoir sollicité l'appui de William Tecumseh Sherman et de Mme Farragut, elle gagna le concours de 20 000 $ pour sculpter la statue de l'amiral David Farragut. La même année, elle réalisa un buste de George Armstrong Custer. En 1876, elle exposa à l'Exposition universelle. Fondue à partir de l'hélice d'un navire de l'amiral sur le chantier naval de Washington, la statue en bronze de Farragut fut dévoilée dans le square Farragut de cette ville en avril 1881.
Ream épousa Richard L. Hoxie (en), premier lieutenant dans le Corps du génie de l'armée des États-Unis, en mai 1878. Ils eurent un fils. Après avoir achevé la statue de Farragut, Ream renonça à sa carrière de sculptrice à la demande de son mari et ne la reprit que vingt ans plus tard pour réaliser deux statues, grandeur naturelle : celle du gouverneur de l'Iowa, Samuel Jordan Kirkwood, et la première statue d'un autochtone américain, le Cherokee Sequoyah, à avoir été placée dans le National Statuary Hall, au Capitole.
Ses marbres America, L'Ouest, et Miriam furent exposés à l'Exposition universelle de 1893.
Elle mourut d'urémie le 20 novembre 1914,. Son mari et elle sont enterrés dans la section 3 du cimetière national d'Arlington, la tombe de Ream marquée par une copie en bronze de sa statue en marbre Sappho sur un socle orné d'un portrait en bas-relief de l'artiste sculpté par George Julian Zolnay (en).

## Quelques œuvres
- Sappho, 1865–1870
- Thaddeus Stevens, 1865
- America, 1870
- L'Ouest, 1870 (?)
- Miriam, 1870 (?)
- Abraham Lincoln, 1871
- L'Amiral David G. Farragut, 1881
- Edwin B. Hay (en), 1902-1906
- Samuel Jordan Kirkwood, 1906
- Sequoyah, 1912–1914

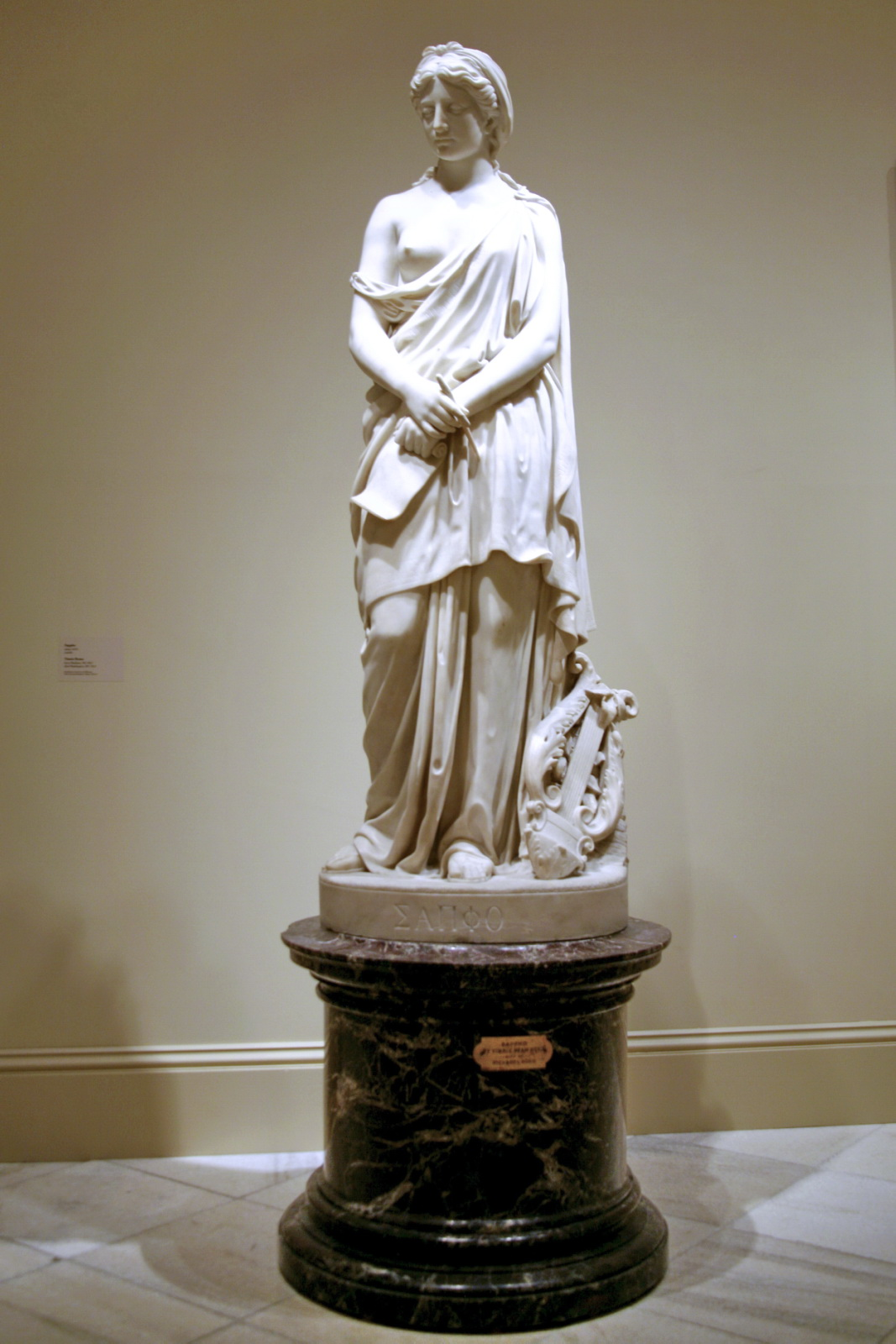
Sappho (1870), Smithsonian American Art Museum
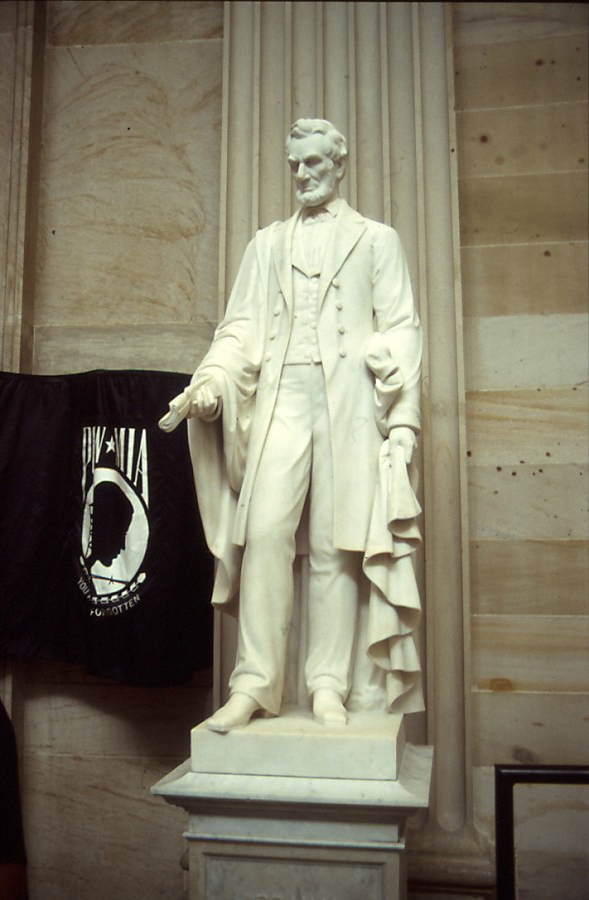
Abraham Lincoln (1871), rotonde du Capitole des États-Unis
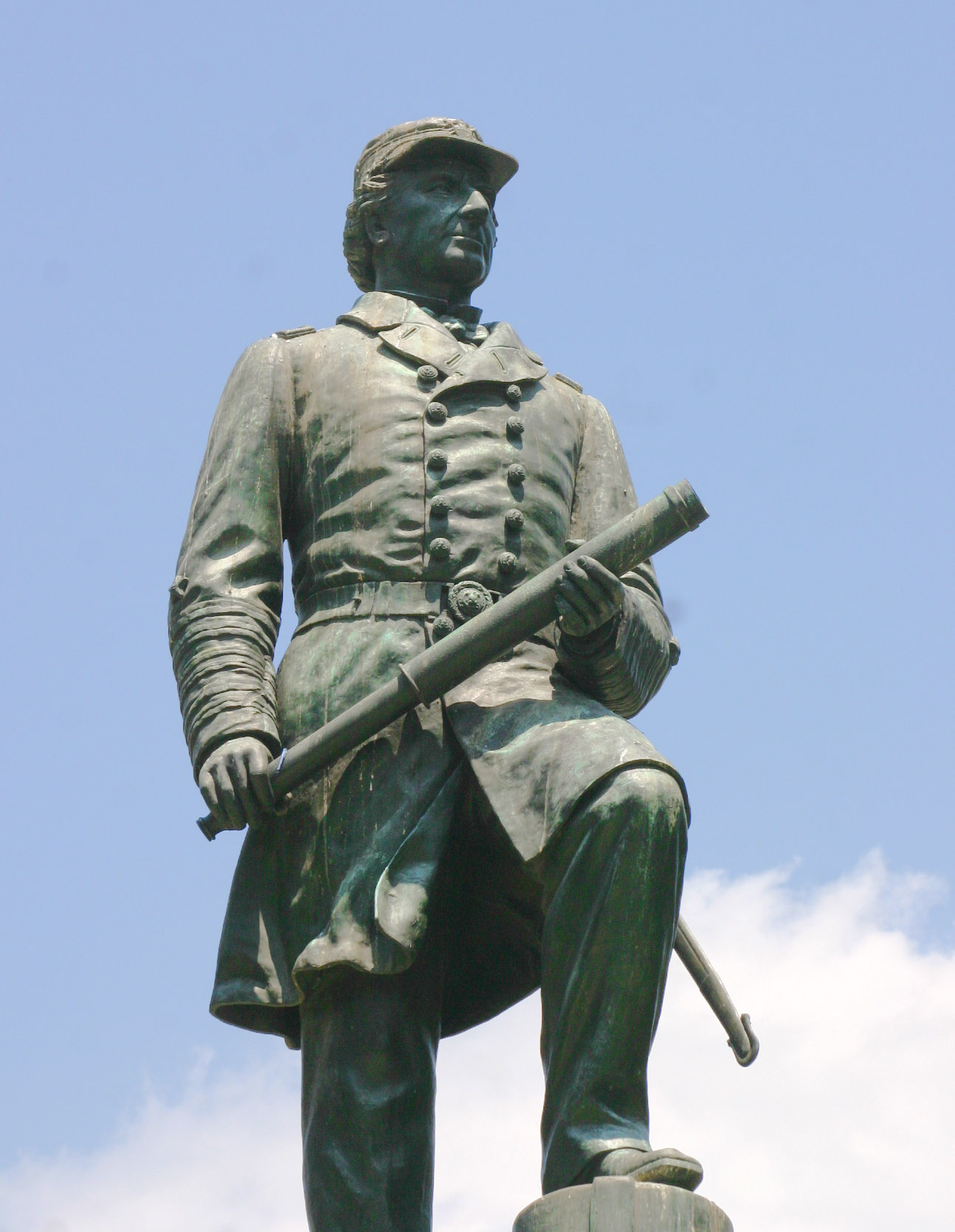
L'amiral David G. Farragut (1881), Farragut Square, Washington
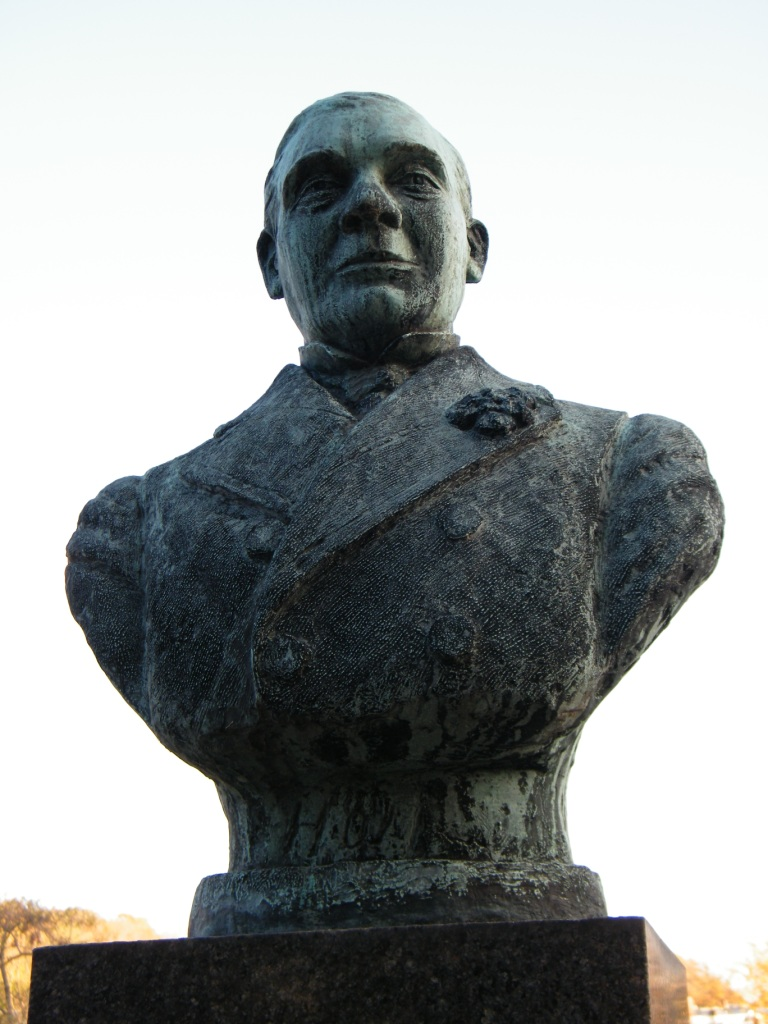
Edwin B. Hay (1902–1906), cimetière Rock Creek (en), Washington
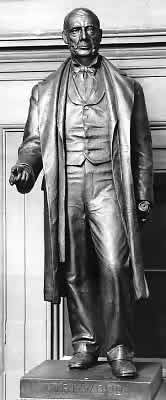
Samuel Jordan Kirkwood (1906), National Statuary Hall Collection, Capitole des États-Unis.
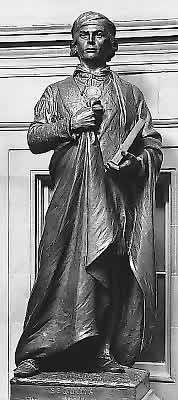
Sequoyah (1912–14), National Statuary Hall Collection, Capitole des États-Unis

## Héritage
Un pli Premier Jour fut émis en l'honneur de Vinnie Ream et de sa statue de Sequoyah, l'inventeur de l'alphabet cherokee.
George Caleb Bingham fit deux fois son portrait :

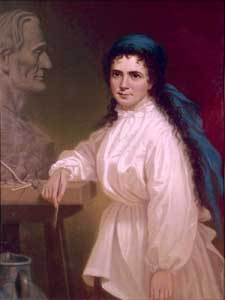
Vinnie Ream, 1876
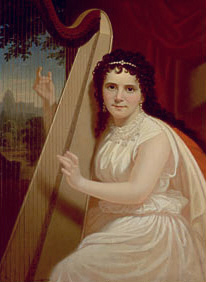
Vinnie Ream, 1876

La ville de Vinita (Oklahoma) lui doit son nom.